# Svensk interaktiv tröskelalgoritm
Svensk interaktiv tröskelalgoritm, vanligtvis kallad SITA, är den svenska interaktiva tröskelalgoritmen, en metod för att testa för synfältsförlust, vanligtvis vid glaukom-testning eller övervakning. Den kombineras med ett visuellt fälttest såsom standardiserad automatiserad perimetri (SAP) eller kortvåglängdsautomatisk perimetri (SWAP) för att bestämma visuella fält på ett mer effektivt sätt.
Standardiserad automatisk perimetri bestämmer hur ljusets ljus (tröskeln) kan ses i olika punkter i ett synfält. Olika algoritmer har utvecklats för att bestämma denna tröskel i dussintals till över hundra individuella punkter i ett visuellt fält. SITA-algoritmen optimerar bestämningen av gränsvärden för perimetri genom kontinuerlig uppskattning av vad det förväntade tröskelvärdet baseras på patientens ålder och närliggande tröskelvärden. På så sätt kan det minska tiden som krävs för att förvärva ett visuellt fält med upp till 50% och det minskar patientens trötthet och ökar tillförlitligheten. SITA-läge används nu ofta i många datoriserade automatiska perimetrar.
Testläget avbryter testningen när mätfelet uppnås. Detta resulterar i en kortare testtid med angiven lika noggrannhet som andra automatiserade tröskelvisningsfält.